# Tretjärnarna (Gideå socken, Ångermanland, 705721-164735)
Tretjärnarna är en sjö i Örnsköldsviks kommun i Ångermanland och ingår i Gideälvens huvudavrinningsområde.